# The Cortinas
The Cortinas est un groupe de punk rock britannique, originaire de Bristol, en Angleterre. Le guitariste Nick Sheppard sera membre du groupe The Clash. En 2001, le premier single du groupe, Fascist Dictator (originellement publié en juin 1977), est classé dans la liste des meilleurs singles punk rock de tous les temps au magazine Mojo.

## Biographie
Au début de 1976, cinq jeunes adolescents de Bristol se réunissent et forment un groupe de rock 'n' roll, qu'ils baptisent The Cortinas, du nom d'un modèle de voiture en vogue à cette époque : la Ford Cortina. Jeremy Valentine (chant), Nick Sheppard (guitare), Mike Fewings (guitare), Dexter Dalwood (basse) et Daniel Swan (batterie) veulent jouer la musique qu'ils écoutent: les premiers Rolling Stones, Chuck Berry, James Brown, et Them. Peu après ils poussent leur registre vers des reprises de morceaux des New York Dolls, des Stooges et des Modern Lovers. Le groupe devient l'un de ceux qui joueront fréquemment au Roxy de Londres.
Mais c'est après avoir découvert les Sex Pistols en concert à Londres, puis les Ramones et les Stranglers sur scène en juillet 1976, que les gamins de Bristol décident de plonger dans le bain du punk rock. Ils en adoptent le style vestimentaire (cheveux courts, chemises déchirées et cravates) et écument les pubs chaque week-end à partir de la rentrée scolaire. Par chance Nick Sheppard rencontre par hasard Hugh Cornwell dans une rue de Bristol et le supplie d'accepter son groupe en première partie des Stranglers. 
Le 22 janvier 1977, les Cortinas ouvrent donc pour les Stanglers au Roxy Club et leur prestation marque les esprits de l'auditoire: le patron du Roxy Club les invite pour plusieurs concerts supplémentaires, et Miles Copeland les signe sur son label Step Forward Records. The Cortinas peuvent donc sortir un premier single Fascist Dictator en mars 1977, puis un second Defiant Pose et sont repérés par John Peel qui les invite à venir jouer au cours de sa célèbre émission sur la BBC Radio 1. La maison de disque CBS propose alors un contrat au jeune groupe qui enregistre au début de 1978 l'album, True Romances. Pourtant l'aventure des Cortinas s'arrête brutalement lorsque le groupe se sépare en septembre 1974.

## Discographie

### Albums studio
- 1978 : True Romances
- 2008 : For Fucks Sake Plymouth

### Singles
- 1977 : Fascist Dictator
- 1977 : Defiant Pose
- 1978 : Heartache